# Lumi Cavazos
Lumi Cavazos (ur. 21 grudnia 1968 w Monterrey w Meksyku) – meksykańska aktorka filmowa i telewizyjna.